# Marionina klaskisharum
Marionina klaskisharum är en ringmaskart som beskrevs av Coates 1893. Marionina klaskisharum ingår i släktet Marionina, och familjen småringmaskar. Inga underarter finns listade i Catalogue of Life.